# Hilda Twongyeirwe
Hilda Twongyeirwe est une écrivaine, notamment de nouvelles, de poésie, d'essais, et de livres pour enfants. Elle est aussi devenue une éditrice ougandaise, en tant que  coordinatrice de  l'organisation FEMRITE, après avoir participé à la fondation en 1995 de cette organisation de femmes construite pour faciliter la publication d'œuvres littéraires, et une meilleure reconnaissance des femmes créatrices dans le domaine littéraire.

## Éléments biographiques
Elle est née dans le district de Kabale, au sud-ouest de l'Ouganda, près du lac Bunyonyi. Elle a mené des études en sciences sociales, et  administration publique et de gestion à l'université Makerere.

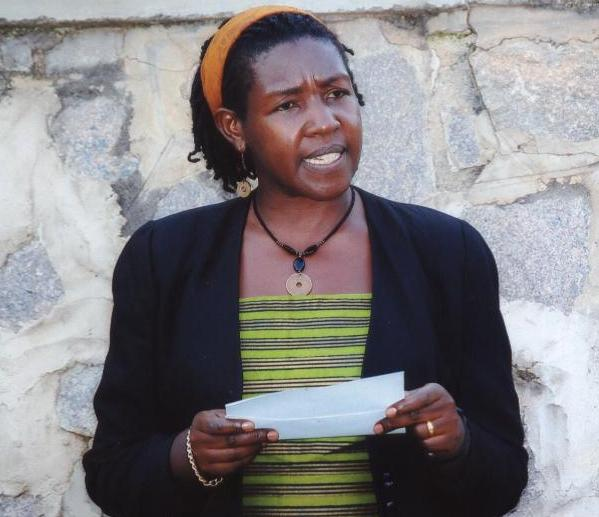
Twongyeirwe lors d'une lecture publique

Enseignante d'anglais pendant 10 ans, elle se consacre ensuite pleinement à l'écriture et à l'édition. Elle est auteure de poésies, parues dans différents journaux, et de nouvelles. Un de ses livres pour enfants, Fina, the Dancer, paru en 2007 a été distingué par The National Book Trust of Uganda. 
Elle est membre de FEMRITE depuis sa création en 1995, faisant partie du groupe de femmes à l'origine de cette organisation (dont Mary Karooro Okurut, Ayeta Anne Wangusa, Susan Kiguli, Lillian Tindyebwa (en), Judith Kakonge, Margaret Kyomuhendo, Philo Rwabukuku, Rosemary Kyarimpa, ou encore Goretti Kyomuhendo). Elle est encore étudiante, à l'époque, à l'université Makerere,. Elle est devenue ultérieurement la coordinatrice de FEMRITE. Dans ce cadre, elle participe à l'animation, au fil des ans, d'un certain nombre de projets, de soutien d'auteures, d'animations, de promotion de la lecture et de l'écriture,,,. Elle publie également des récits, dont, en 2012, Dare to Say: African Women Share Their Stories of Hope and Survivale, et, en 2013, en collaboration avec Violet Barungi, Taboo? Voices of Women on Female Genital Mutilation. Ces récits s'appuient sur les questions complexes de la sexualité et du corps féminin, et sur la condition des femmes, y compris les mutilations génitales féminines subies,.

## Publications

### Livre pour enfants
- Fina, the Dancer, Sasa Sema Publications, 2007 (ISBN 978-9970-03-960-9)

### Nouvelles
- Let It Be an Angel, in Summoning the Rains, Femrite Publications, 2012, 226 p. (ISBN 978-9970-700-25-7)
- And If, in World of Our Own and other stories, Femrite Publications, 2012, 226 p. (ISBN 978-9970-700-25-7)
- "The Intrigue", in I Dare Say : African Women Share Their Stories of Hope and Survival, Lawrence Hill Books/Chicago, 2012, 320 p. (ISBN 978-1-56976-842-6)
- "Till we find our voices", in Never Too Late, Femrite Publications, 2011, 57 p. (ISBN 978-9970-700-23-3, lire en ligne)
- "Headlines", in Tales from my Motherland, The Jomo Kenyatta Foundation, Nairobi Kenya, 2010 (ISBN 978-9966-22-845-1)
- "This Time Tomorrow", in Farming Ashes : Tales of Agony and Resilience, Femrite Publications, 2009, 106 p. (ISBN 978-9970-700-20-2, lire en ligne)
- "The Intrigue", in Beyond the Dance : Voices of women on female genital mutilation, Femrite Publications, 2009, 157 p. (ISBN 978-9970-700-19-6, lire en ligne)
- "Making Ends Meet", in Talking Tales, Femrite Publications, 2009, 193 p. (ISBN 978-9970-700-21-9, lire en ligne)
- "The Pumpkin Seed", in Pumpkin Seeds and Other Gifts : Stories from the FEMRITE Regional Writers Residency, 2008, Femrite Publications, 2009, 132 p. (ISBN 978-9970-700-22-6, lire en ligne)
- "Headlines", in Words from a Granary : An Anthology of Short Stories, Femrite Publications, 2001, 95 p. (ISBN 978-9970-700-01-1)
- "Becoming a Woman", in A Woman's Voice : An Anthology of Short Stories, Femrite Publications, 1998, 100 p. (ISBN 978-9970-9010-3-6)
- "Baking the National Cake", wordswithoutborders.org, 2013

## Essais
- Taboo? Voices of Women on Female Genital Mutilation, 2013
- I Dare Say, Lawrence Hill Books/Chicago, 2012, 320 p. (ISBN 978-1-56976-842-6)
- Summoning the Rains, Femrite Publications, 2012, 226 p. (ISBN 978-9970-700-25-7)
- Word of Our Own and other stories, Femrite Publications, 2012, 226 p. (ISBN 978-9970-700-25-7)
- Never Too Late, Femrite Publications, 2011, 57 p. (ISBN 978-9970-700-23-3, lire en ligne)
- Beyond the Dance : Voices of women on female genital mutilation, Femrite Publications, 2009, 157 p. (ISBN 978-9970-700-19-6, lire en ligne)
- Faming Ashes : Tales of Agony and Resilience, Femrite Publications, 2009, 106 p. (ISBN 978-9970-700-20-2, lire en ligne)